# 阎长贵
阎长贵（1937年2月—2021年6月10日），山东聊城人。曾任江青秘书、《求是》杂志社编审。

## 生平
1961年中国人民大学哲学系毕业，被分配到《红旗》杂志社工作。1964年10月至1965年5月在北京通县参加四清运动。文革初，他先后被抽到中央办公厅秘书局、中央文革简报组、江青办信组工作。1967年1月起擔任中央文革小組副組長江青的机要秘书，是江青的第一任秘书，11月底兼任中央文革辦事組組長。
1968年1月戚本禹倒台，接着阎长贵被江青污為「坐探」關進秦城監獄，長達7年半。1975年5月释放后在湖南西洞庭农场劳动。1979年9月平反。1980年3月回《红旗》杂志社任编辑。1983年被评为副编审。1988年被评为编审。1997年退休。

## 著作
著有《阎长贵学术文集》、《中南海文革内幕——江青首任秘书亲历实录》，和王广宇合著《问史求信集》、《釣魚台憶往：江青隨員的證言》。